# Атертон (плато)
Атертон (англ. Atherton Tableland) — плато, расположенное в северо-восточной части Австралии, в штате Квинсленд.

## География
Является частью Большого Водораздельного хребта. В северной части ограничена рекой Палмер, в южной — рекой Бердекин. Площадь — около 12 000 км², высота варьируется от 600 до 900 м над уровнем моря. Почвы высокоплодородные, вулканического происхождения. Климат тропический, однако высотное положение делает местность пригодной для молочного животноводства. Выпадает большое количество осадков.
Основная река, протекающая по плато, Бэррон, перегорожена в одном из мест дамбой (построена в 1955 году) для формирования искусственного озера Тинару, воды которого используются в ирригационных целях. Несколько водопадов, например, Бэррон и Уолламен — самый высокий водопад Австралии. Встречаются кратерные озёра. Многие холмы являются потухшими вулканами. Имеются месторождения олова и золота. Регион отличается высокой эндемичностью представленных видов флоры и фауны. В 2011 году отсюда была описана новая для науки редкая муха Scaptia beyonceae, названная в честь певицы Бейонсе.
На плато расположено несколько городов: Атертон, Каири, Куранда, Мариба, Маланда, Милла-Милла, Рейвенсхо, Хербертон, Юнгаберра, Уолкамин и Чиллаго.

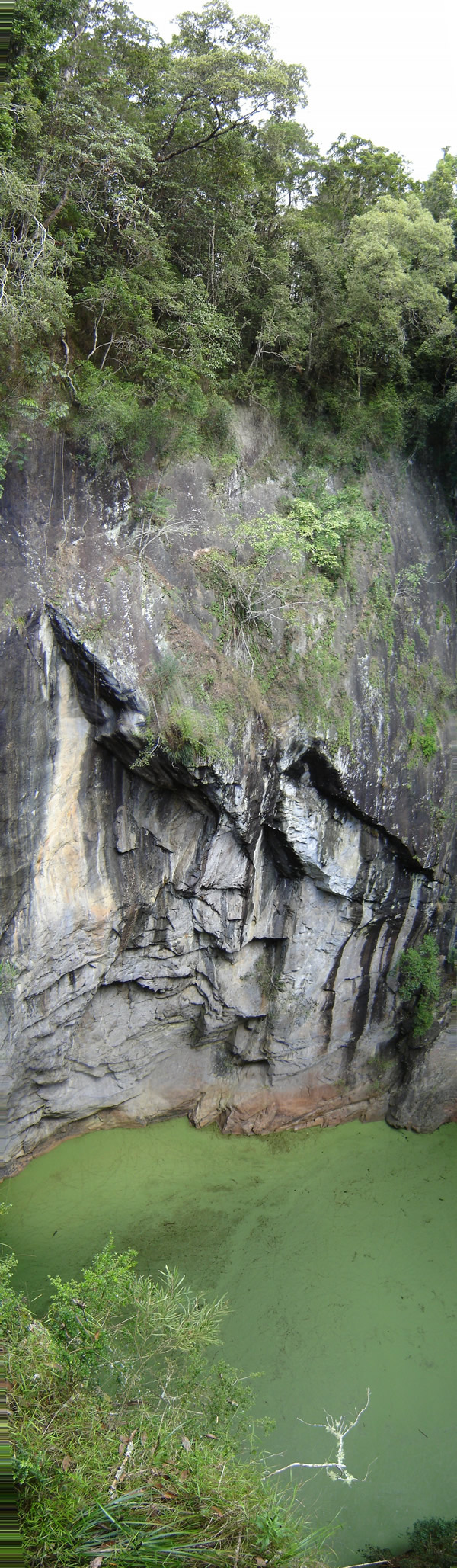
Одно из кратерных озёр региона

| Показатель                                                              | Янв.  | Фев.  | Март  | Апр.  | Май  | Июнь | Июль | Авг. | Сен. | Окт. | Нояб. | Дек.  | Год    |
| ----------------------------------------------------------------------- | ----- | ----- | ----- | ----- | ---- | ---- | ---- | ---- | ---- | ---- | ----- | ----- | ------ |
| Средний суточный максимум, °C                                           | 28,4  | 27,8  | 26,4  | 25,0  | 23,4 | 21,5 | 21,4 | 22,4 | 25,6 | 27,5 | 28,7  | 29,0  | 25,6   |
| Средний суточный минимум, °C                                            | 18,8  | 19,3  | 18,3  | 16,7  | 14,0 | 12,8 | 10,2 | 11,1 | 12,6 | 15,2 | 16,7  | 18,3  | 15,3   |
| Норма осадков, мм                                                       | 235,1 | 332,8 | 224,7 | 118,7 | 59,6 | 40,1 | 42,2 | 34,5 | 19,2 | 35,4 | 69,5  | 153,2 | 1402,1 |
| Источник: http://www.bom.gov.au/climate/averages/tables/cw_031193.shtml |       |       |       |       |      |      |      |      |      |      |       |       |        |

## История
Плато Атертон с давних времён населяли коренные жители Австралии — австралийские аборигены. Появление в регионе европейцев привело к резкому сокращению численности населения аборигенов, большая часть из которых или умерла от завезённых болезней или от огнестрельного оружия.
Европейским первооткрывателем Атертона стал бушмен и путешественник Джеймс Венчур Маллиган (англ. James Venture Mulligan), который исследовал регион в 1875 году. Параллельно с ним плато было изучено Джоном Атертоном, в честь которого оно и было названо. В ходе исследования путешественникам удалось найти месторождения олова вблизи будущего поселения Хербертон, после чего последовало активное заселение и освоение плато, в том числе, была проложена дорога от Хербертона до Порт-Дугласа, основано поселение Атертон, официально ставшее городом уже в 1886 году. Кроме того, в регионе велась активная вырубка деревьев ценных пород.
Одними из первых иностранных поселенцев на плато стали китайцы, которые считаются пионерами сельского хозяйства в Северном Квинсленде. Они основали собственный Чайнатаун в Атертоне, в котором в начале XX века проживало свыше 1000 человек. Вплоть до 1919 года китайцы выращивали до 80 % всей кукурузы в регионе.
В 1925 году со строительством шоссе «Джиллиз» было значительно улучшено сообщение: от побережья Кораллового моря до плато стало возможным добраться за одни сутки. В 1955 году было закончено сооружение плотины на реке Баррон.
В настоящее время плато является одним из крупнейших сельскохозяйственных центров Австралии, в котором выращивается сахарный тростник, авокадо, кукуруза, земляника, цитрусовые и манго. Кроме того, развито молочное животноводство и пастбищное хозяйство. Активно развивается туризм.